# Hirundinide
Hirundinidele (Hirundinidae),  numite popular rândunele, rândunici, iar unele specii lăstuni, este o familie de păsări insectivore mici, adaptate la prinderea insectelor mărunte din zbor. Familia hirundinidelor cuprinde 21 de genuri și 89 de specii. Ele sunt răspândite aproape peste tot globul, lipsind în Noua Zeelandă, insulele ținuturilor centrale ale Pacificului și regiunile polare. Cele din ținuturile nordice și temperate migrează toamna către sud și petrec iarna în regiunile ecuatoriale. Cuibul și-l fac, de regulă, din lut sau pământ cimentat cu salivă și întărit cu fire de iarbă. Îl prind de zidurile și pereții clădirilor, de streșini de casă, pereții peșterilor și stâncilor,  dar pot cuibări și în galerii săpate în maluri lutoase sau în scorburile arborilor. Sunt bune zburătoare. Din zbor, care este ușor, rapid și îndemânatic, prind insectele, beau apă planând razant la suprafața acesteia și se îmbăiază. Hrana este formată exclusiv din insecte, viața speciilor respective depinzând de prezența entomofaunei aeriene, pentru procurarea căreia zboară zilnic sute de km. Cântecul lor este plăcut. Năpârlesc numai odată pe an și anume în timpul pasajului de primăvară.

## Taxonomie și sistematică
Familia Hirundinidae a fost introdusă (sub numele de Hirundia) de către polimatul francez Constantine Samuel Rafinesque în 1815. Hirundinidae sunt unice din punct de vedere morfologic în rândul paseriformelor, dovezile moleculare plasându-le ca o filiație distinctivă în Sylvioidea. Analiza filogenetică a arătat că familia Hirundinidae este un taxon-soră Pnoepygidae. Cele două familii sa-u separat în Miocenul timpuriu în urmă cu aproximativ 22 de milioane de ani.
În cadrul familiei, există o diviziune clară între cele două subfamilii, Pseudochelidoninae, care sunt compuse din cele două specii de lăstuni de râu, și Hirundininae, în care sunt plasate speciile rămase. Divizarea Hirundininae a fost sursa multor discuții, diverși taxonomiști împărțindu-le în 24 de genuri și grupându-le în doar 12. 

## Descriere
Hirundinidae au o formă de corp conservatoare din punct de vedere evolutiv, care este similară în întreaga cladă, dar este diferită de cea a altor paseriforme. Rândunelele s-au adaptat la vânătoarea de insecte în zbor, dezvoltând un corp subțire, aerodinamic și aripi lungi și ascuțite, care permit manevrabilitate și rezistență deosebită, precum și perioade frecvente de planare. Formele corpului le permite un zbor foarte eficient; rata metabolică a rândunelelor în zbor este cu 49–72% mai mică decât la alte paseriforme de aceeași dimensiune.
Rândunelele au două fovee în fiecare ochi, ceea ce le oferă o vedere ascuțită laterală și frontală care ajută la urmărirea prăzii. De asemenea, au ochi relativ lungi, a căror lungime este aproape egală cu lățimea lor. Ochii lungi permit o acuitate vizuală crescută fără a concura cu creierul pentru spațiul din interiorul capului. Morfologia ochiului la rândunele este similară cu cea a unui răpitor.

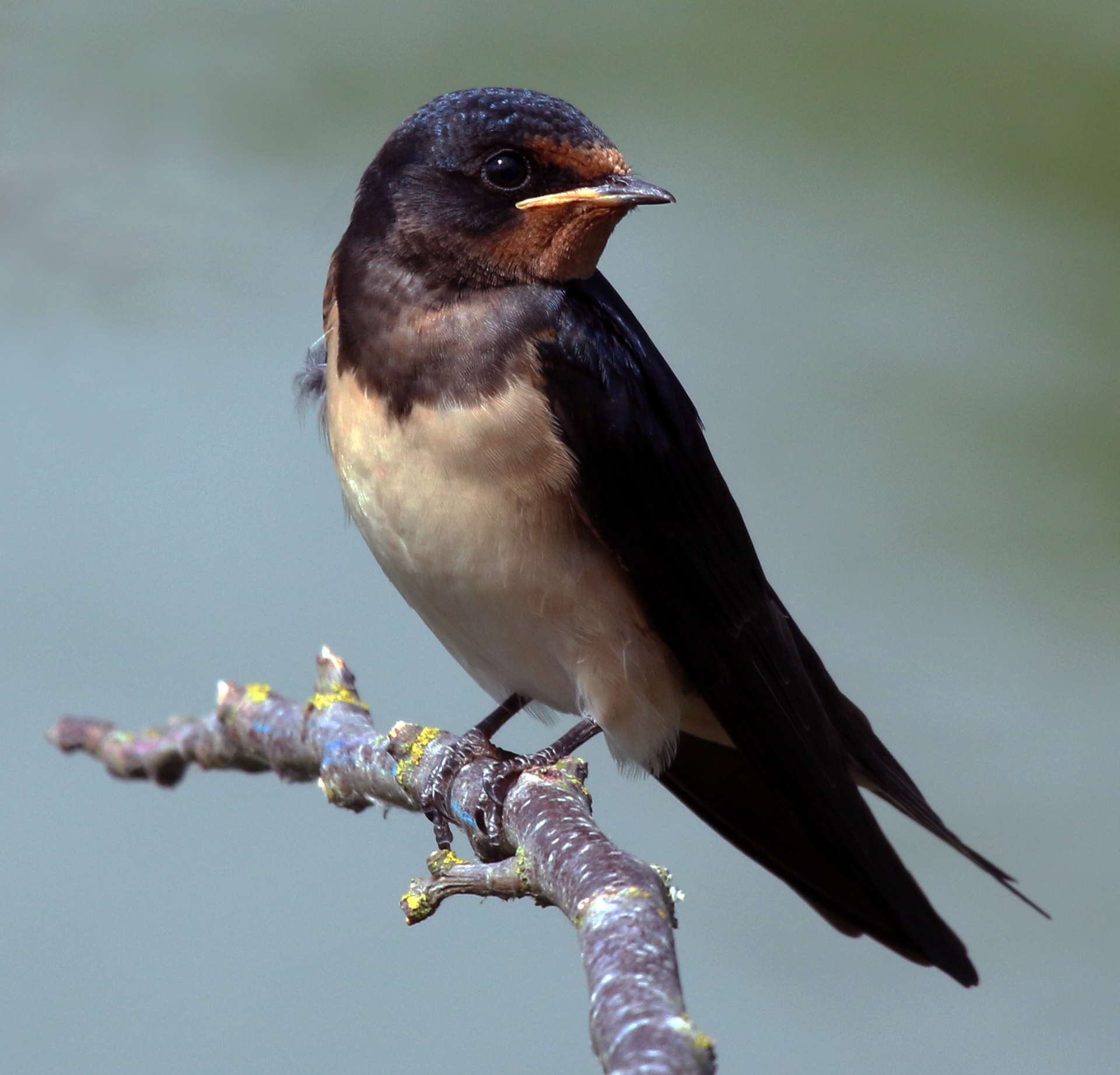
Rândunică de câmp (Hirundo rustica)

Au cicuri scurte, dar fălci puternice și o gură largă. Lungimea corpului său variază între 10 și 24 cm și greutatea sa între 10 și 60 g. Cea mai mică specie în greutate poate fi rândunica Fanti (Psalidoprocne obscura), cu o masă corporală medie de 9,4 g în timp ce lăstunul violet (Progne subis) și lăstunul sudic (Progne elegans), ambele cântărind mai mult de 50 g în medie, rivalizează între ele ca fiind rândunele cele mai grele. Aripile sunt lungi, ascuțite și au nouă pene primare. Coada are 12 pene și poate fi adânc bifurcată, oarecum zimțată sau cu vârful pătrat. O coadă lungă crește manevrabilitatea, și poate funcționa și ca o podoabă sexuală, deoarece coada este adesea mai lungă la masculi.  La rândunica de hambar, coada masculului este cu 18% mai lungă decât cea a femelei, iar femelele își selectează perechea pe baza lungimii cozii.
Picioarele lor sunt scurte și adaptate pentru a se cocoța mai degrabă decât pentru a merge, deoarece degetele din față sunt parțial unite la bază. Rândunelele sunt capabile să meargă și chiar să alerge, dar o fac cu un mers târâit și clătinat. Mușchii picioarelor lăstunului de râu (Pseudochelidon) sunt mai puternici și mai robuști decât cei ai altor rândunele. Lăstunii de râu au și alte caracteristici care îi separă de celelalte rândunele. Structura siringelui este substanțial diferită între cele două subfamilii; la majoritatea rândunelelor, ciocul și picioarele sunt maro închis sau negru, dar la lăstunii de râu, ciocul este portocaliu-roșu, iar picioarele sunt roz.
Cel mai comun penaj de hirundinide este albastru închis lucios sau verde deasupra iar părțile inferioare simple sau cu dungi, adesea albe sau ruginii. Sexele prezintă dimorfism sexual limitat sau deloc, penele exterioare mai lungi ale cozii la masculul adult fiind probabil cea mai comună distincție.
Puii se nasc goi și cu ochii inchiși. După ce le cresc penele, puii apar de obicei ca versiuni mai șterse ale adultului.

## Distribuție și habitat
Familia are o distribuție cosmopolită la nivel mondial, reproducându-se pe fiecare continent, cu excepția Antarcticii. O specie, rândunica de Pacific, apare ca pasăre reproducătoare pe mai multe insule oceanice din Oceanul Pacific, lăstun de Mascarene se reproduce în Reunion și Mauritius în Oceanul Indian, și o serie de specii migratoare ajung pe alte insule izolate și chiar către unele insule subantarctice și Antarctica. Multe specii au un areal imens la nivel mondial, în special rândunica de hambar, care se reproduce în cea mai mare parte a emisferei nordice și iernează în cea mai mare parte a emisferei sudice.

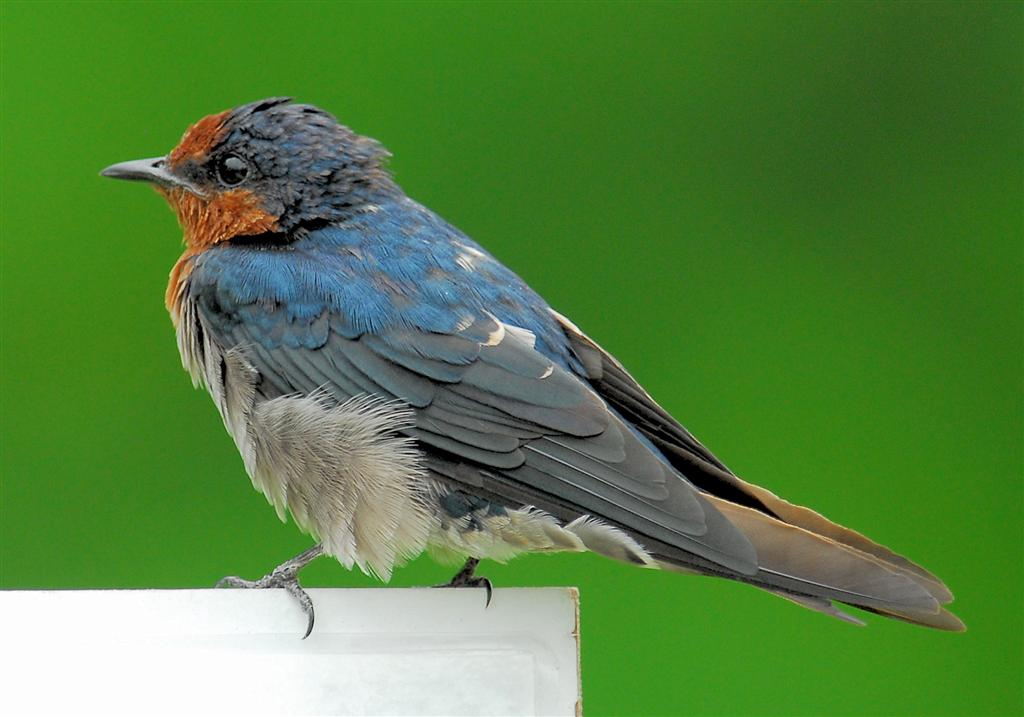
Rândunică de Pacific (Hirundo tahitica)

Familia folosește o gamă largă de habitate. Ele depind de insecte zburătoare și, deoarece acestea sunt obișnuite  în jurul lacurilor și a altor căi navigabile, rândunelele se găsesc frecvent în aceste zone, dar pot fi găsite în orice habitat deschis, inclusiv pajiști, păduri deschise, savană, mlaștini, mangrove, de la nivelul mării până la zonele alpine înalte. Multe specii locuiesc în zone modificate de om, inclusiv terenuri agricole și chiar zone urbane. Schimbările de utilizare a terenurilor au determinat, de asemenea, unele specii să-și extindă raza de acțiune, cel mai impresionant fiind rândunica australiană, care a început să colonizeze Noua Zeelandă în anii 1920, a început să se reproducă în anii 1950 și acum este o pasăre terestră comună acolo.
Speciile care se reproduc în regiunile temperate migrează în timpul iernii când populația de insecte scade masiv. Speciile care se reproduc în mai multe zone tropicale sunt adesea mai sedentare, deși mai multe specii tropicale sunt migratoare parțial sau fac migrații mai scurte. În antichitate, se credea că rândunelele hibernează într-o stare de toropeală. Aristotel a atribuit hibernarea nu numai rândunelelor, ci și berzelor și păsărilor de pradă. Hibernarea rândunelelor a fost considerată o posibilitate chiar și de către un observator extrem de atent precum reverendul Gilbert White, în The Natural History and Antiquities of Selborne (1789, pe baza deceniilor de observații). Este posibil ca această idee să fi fost susținută de obiceiul unor specii de a se adăposti în cuiburi și alte forme de adăpost în timpul vremii aspre, iar unele specii chiar intră într-o stare de toropeală.

## Comportament

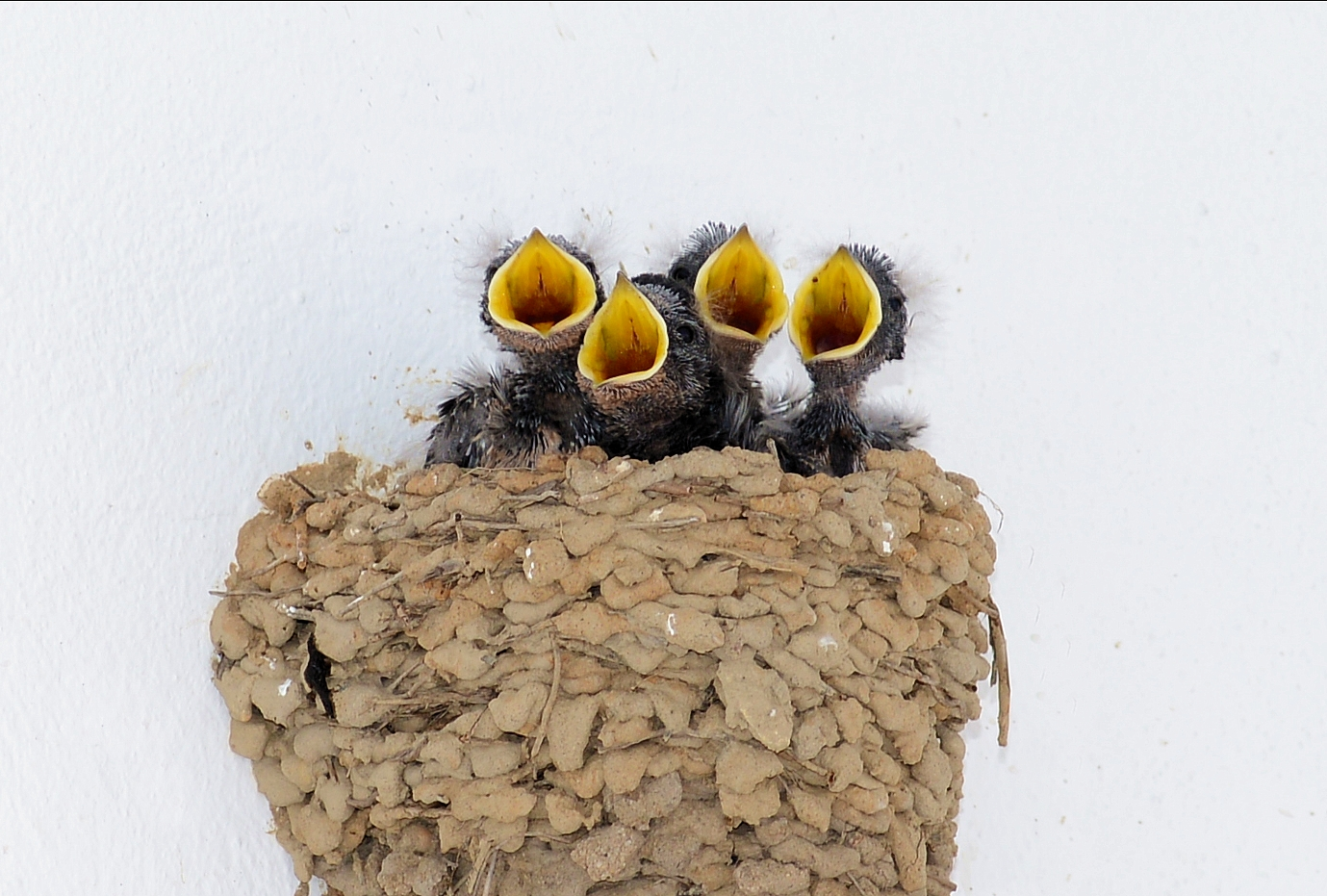
Cuib de rândunele de câmp (Hirundo rustica)

Rândunelele sunt excelente zburătoare și folosesc aceste abilități pentru a hrăni și a-și atrage perechea. Unele specii, cum ar fi rândunica de mangrove, sunt teritoriale, în timp ce altele nu sunt și pur și simplu își apără locurile de cuibărit. În general, masculul selectează un loc de cuib și apoi atrage o femelă folosind cântecul și zborul și (în funcție de specie) își păzește teritoriul. Dimensiunea teritoriului variază în funcție de specia de rândunică; la speciile coloniale, tinde să fie mic, dar poate fi mult mai mare pentru speciile solitare.
În afara sezonului de reproducere, unele specii pot forma stoluri mari, iar speciile se pot adăposti și în comun. Se crede că aceasta oferă protecție împotriva prădătorilor, cum ar fi ulii și șoimii. Aceste adăposturi pot fi enorme; un loc de odihnă de iarnă al rândunelelor din Nigeria a atras 1,5 milioane de indivizi. Dacă o ființă umană se apropie prea mult de teritoriul lor, rândunelele o atacă în perimetrul cuibului.

### Hrană
În cea mai mare parte, rândunelele sunt insectivore, prinzând insectele din zbor. Se hrănește în special cu diptere, dar consumă și hemiptere, coleoptere, himenoptere, lepidoptere și odonate. Hrana accesorie constă din omizi, păianjeni sau furnici pe care le prinde pe pământ sau pe pereți.
Hrana variază în decursul anului și în ani diferiți, în funcție de disponibilitatea locală a insectelor. Mai mult de 80 de familii de insecte au fost inregistrate în hrana rândunicii; muștele diptere mari, cum ar fi sirfidele, tabanidele și califoridele sunt o pradă importantă în sezonul de reproducere, pe măsură ce sezonul progresează sunt consumate mai multe afide și mai puține muște mari; furnicile zburătoare și termitele (Isoptera) sunt importante în hrana rândunicii în timpul iernii.

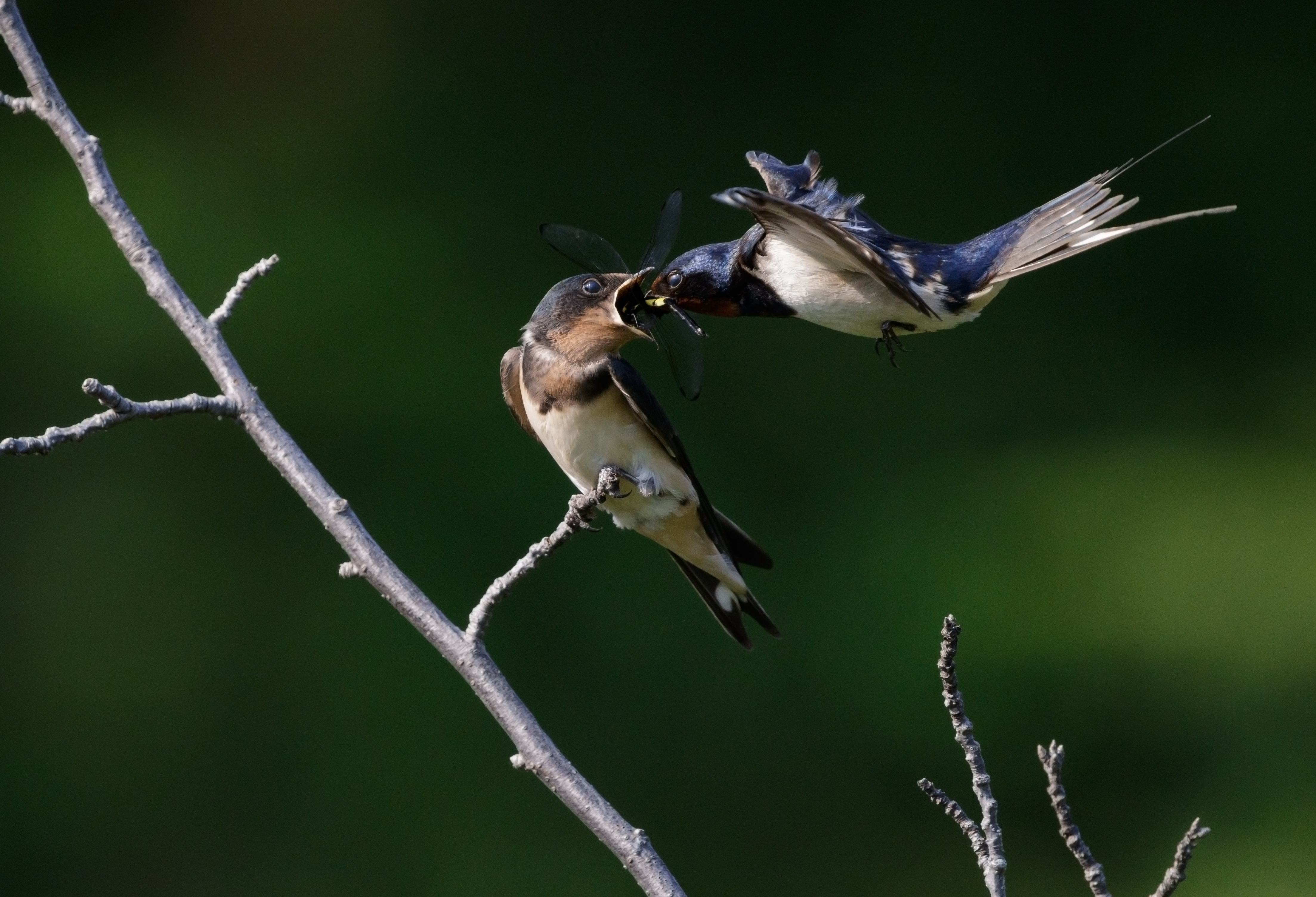
Rândunică hrănindu-și puiul.

În eșantioanele prelevate în diferite părți ale Americii de Nord, 40% din elementele hranei rândunicii au fost dipterele,  23% himenopterele, 16% coleopterele, 15% hemipterele. În Scoția, compoziția hranei a fost 82% diptere, 5% himenoptere, 12% coleoptere, iar hrana rândunicii adulte la începutul verii a fost formată din 69% diptere, 1% himenoptere, 26% coleoptere. În Europa puii din cuib sunt hrăniți cu 43–76% diptere, 1–5% himenoptere, 1–5% coleoptere, 9–28% hemiptere. În sud-vestul Poloniei s-a constatat că prezența animalelor de fermă crește cantitatea insectelor mai mari în hrana puilor din cuib, în special a muștelor mari (Diptera) și a gândacilor (Coleoptera) și se reduce proporția insectelor mai mici, mai ales a himenopterelor.
În Republica Moldova Averin și Ganea au găsit în conținutul a 10 stomacuri de rândunele diptere, himenoptere, lepidoptere, coleoptere, libelule etc. Printre diptere se numărau bibionidele, țânțarii, oniscidele, simuliidele și muscidele. Dintre himenoptere adesea se întâlneau formele zburătoare a furnicilor. Coleopterele (gândacii) au fost observate în 7 stomacuri, cei mai mulți dintre aceștia fiind gândacii de băligar (Geotrupidae), gândacul coprofag a lui Schreber (Caccobius schreberi), carabidele, etc. În conținutul stomacurilor au fost găsite și rămășițele unor insecte mari ca libelulele și fluturii.
În timpul iernii compoziția hranei este: 8% diptere, 48% himenoptere și 37% coleoptere în Africa (Malawi) și 8% diptere, 82% himenoptere și 6% coleoptere în Malaezia. Dintre himenoptere, consumă în special furnici și viespi parazite, rareori viespi neparazite și albine (mai ales trântori). Printre alte artropode din hrana rândunicii se numără psocidele (Psocoptera), odonatele (libelulele, în special zigopterele), lepidopterele (fluturii adulți, uneori omizi), efemeropterele, ortopterele (lăcustele și greierii), trihopterele, neuropterele, dermapterele (urechelnițele), amfipodele și păianjenii (araneele). În timpul iernii din sudul Africii consumă și semințe arilate de acacia (Acacia); rareori consumă și bobițe.

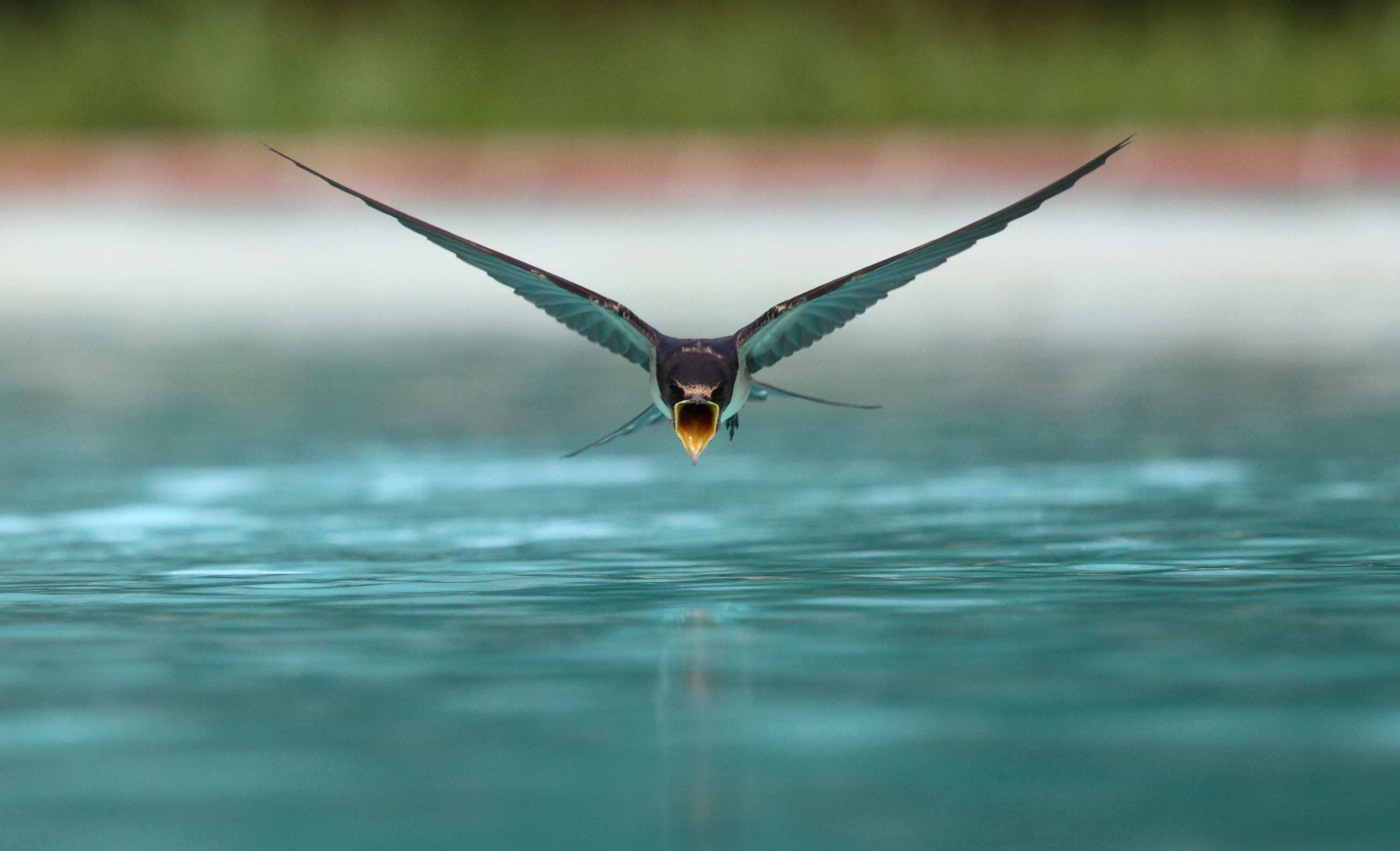
Rândunica bea apa planând razant la suprafața ei

Hrana o procură singur sau în perechi în sezonul de reproducere. În general, prinde insectele în zbor la mică înălțime aproape de sol sau de apă până la 7-8 metri înălțime (adesea mai puțin de 1 m), dar pe vreme frumoasă, vânează și la înălțimi mai mari, până la 200-300 m. Caută hrana la o distanța de până la 600 m de la cuib, în medie 170 m. Zboară rapid în linie dreaptă, cu frecvente schimbări bruște a direcției pentru a prinde insectele; planează rar pe distanțe mici. Uneori prinde insectele pe pământ, în vegetație, pe apă sau de pe alte suprafețe, când stă cocoțată sau planează pe loc, mai ales în condiții meteorologice nefavorabile. De multe ori adună hrana din apropierea grajdurilor sau a apelor. Urmează tractoarele și alte animale pentru a prinde insectele zburătăcite de ele.
Rândunica vânează minusculele insecte numai din zbor, prinzându-le cu gura larg deschisă. Ținută într-o colivie, ea nu ar putea supraviețui chiar dacă ar avea la dispoziție insecte, deoarece nu le poate lua de jos cu ciocul. Pentru a vâna sute de musculițe pe care să le ducă puilor, o rândunică parcurge zilnic sute de kilometri în zbor rapid, cu zigzaguri sau întoarceri bruște în loc, când ras cu pământul, când săgetând în înaltul cerului. Rândunica bea apă în mod regulat; ea planează razant la suprafața apei și își scufundă mandibula inferioară pentru a lua apa.

### Reproducerea
Sezonul de reproducere are loc în principal în mai-august, începând mai târziu la latitudini mai înalte (de ex., la începutul lui iunie în Finlanda) și mai devreme în sud (de ex., în februarie-martie în nordul Africii), în noiembrie-martie în Argentina; când cuibăresc în grup, ponta este depusă într-o perioadă lungă de timp. Este o specie monogamă, perechile se formează doar pentru o perioadă de reproducere. Câteodată apar și cazuri de poligamie. Copulațiile și paternitatea în afara perechilor este comună, paternitatea în afara perechilor a fost întâlnită la circa o treime din pui în studiile europene, 22% în Ontario (Canada). Parazitismul conspecific la cuib apare în 3% într-un studiu spaniol, proprietarul cuibului fiind masculul, care este uneori și tatăl.

#### Cuibul

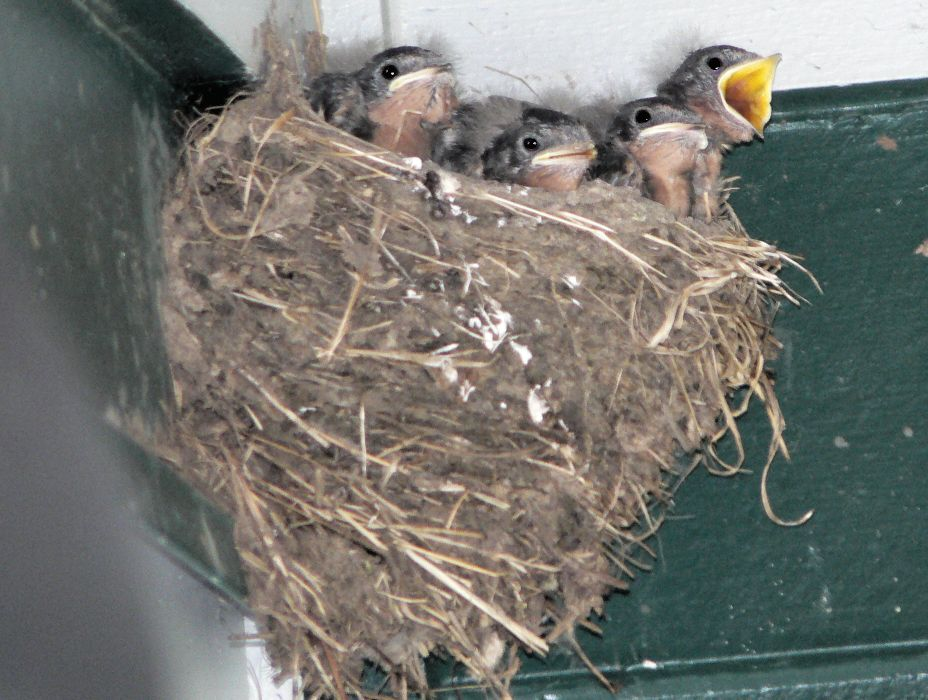
Cuibul sferic al rândunicii cu pui mici în el

Cuibărește solitar, în unele locuri cuibărește în colonii mai mari lângă grajdurile animalelor domestice, coloniile sunt formate adesea din 2-30 de perechi, dar au fost înregistrate grupuri de până la 250 de perechi, de cele mai multe ori cuibărește în colonii răzlețe de 1-3 de perechi. Se pot observa și perechi cuibărind solitar. Distanța medie între cuiburi este 3-5 m când cuibărește în grupuri, dar poate fi mai mică de 10-20 cm, mai ales când densitatea populației este ridicată. Masculul apără un teritoriu de 4-25 m2 din jurul cuibului. El atrage femelele spre cuib sau spre un loc anume afișându-și coada și cântând, într-un ritual nupțial cu cântec rotindu-se deasupra locului de cuibărit. Masculul cântă pentru a solicita copulația, care are loc pe locuri de cocoțare din apropierea cuibului sau în cuib, și păzește parteneră în timpul construirii cuibului și depunerii ouălor.

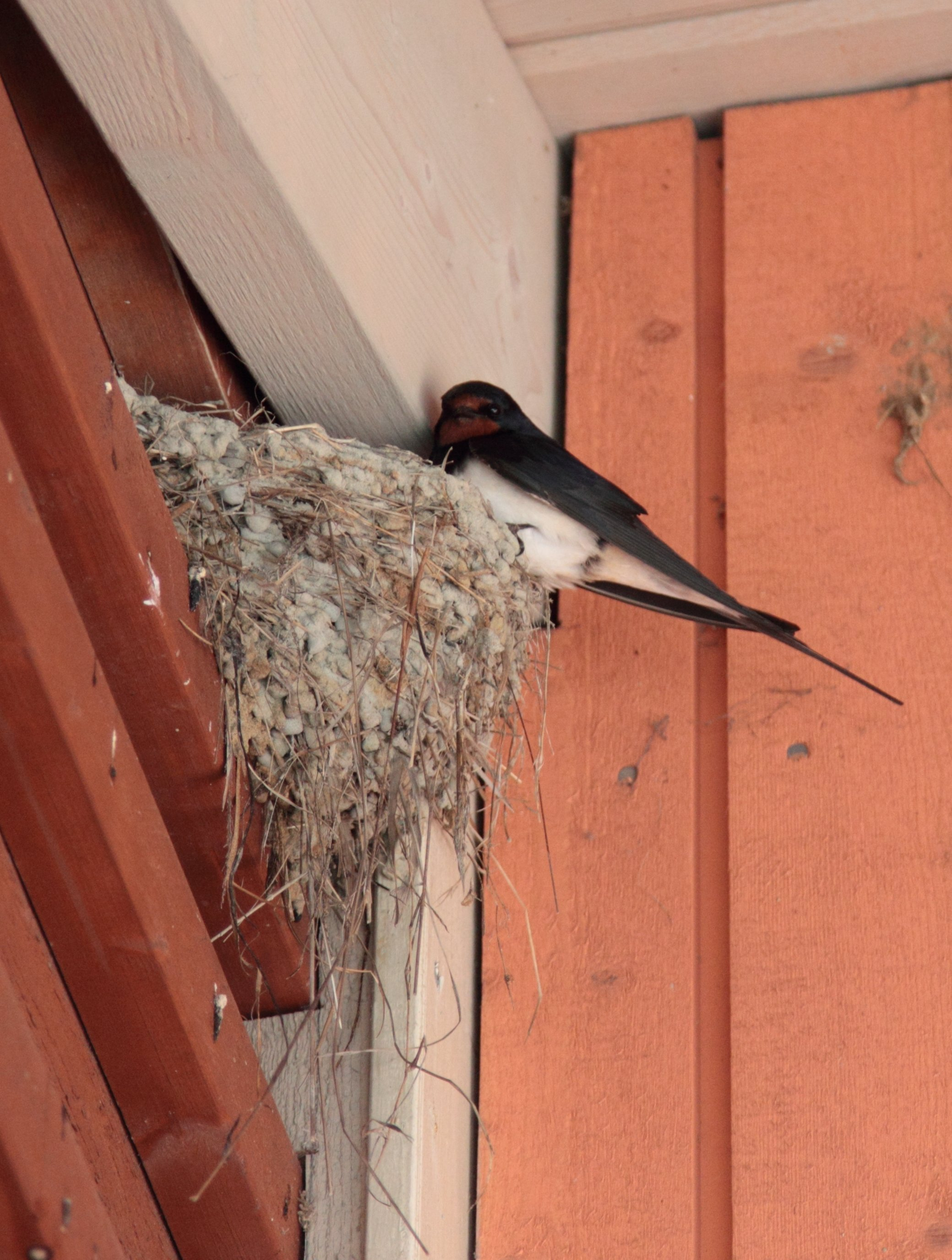
Cuibul semisferic al rândunicii

Ambele sexe construiesc un cuib sferic, în formă de cupă (ceașcă), deschis la partea superioară în locuri libere de amplasare sau semisferic când e lipit de pereți, el are o lățime de circa 20 cm și o înălțime de 10 cm. Orificiul cuibului este larg, nealipit de tavan (spre deosebire de cel al lăstunului de casă). Cuibul este făcut din bulgări de noroi sau lut amestecat cu salivă, fire de iarba uscată, paie și păr de animale (mai ales de cal), interiorul este căptușit cu fire moi de iarbă uscată, apoi cu pene, puf; construcția cuibului durează de obicei 7-10 zile, plus câteva zile pentru căptușirea lui; femela adaugă pene în timpul clocitului și le înlătură pe măsură ce puii din cuib cresc. Cuiburile sunt adesea refolosite în sezonul de reproducere următor, după reparațiile necesare cu noroi adăugat la marginea lui, un cuib poate ține 12-15 ani, uneori până la 48 de ani. S-a estimat că, pentru a zidi un cuib, rândunica execută aproximativ 1000 de zboruri, aducând în cioc lutul amestecat cu paie.

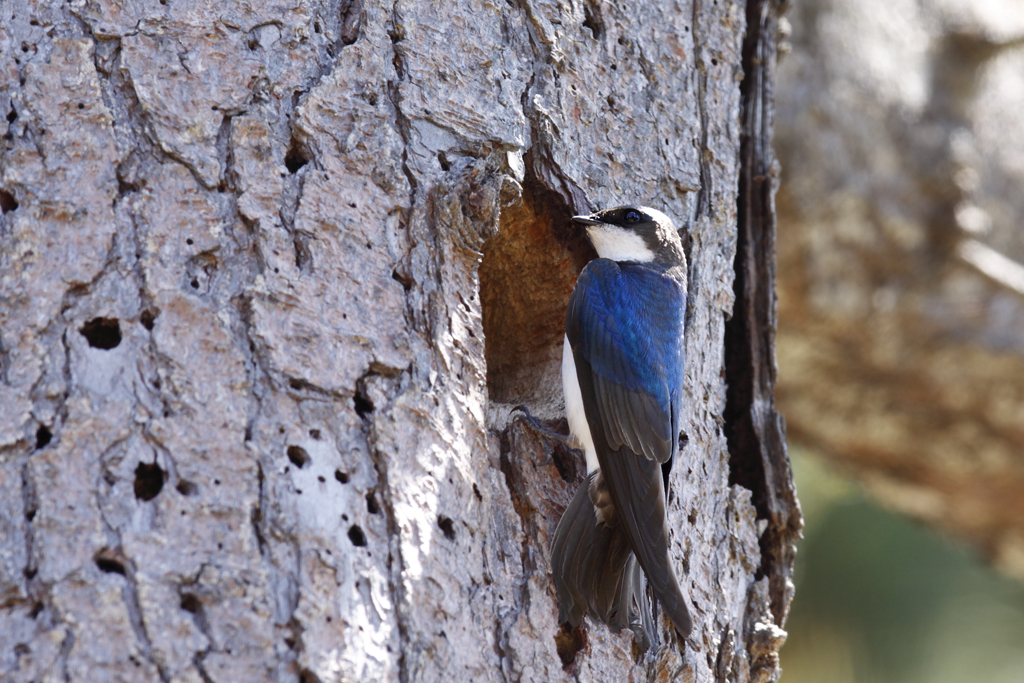
Cuibul rândunicii de scorbură

Locul amplasării cuibului pe timpuri a fost situat în cavitățile din stânci sau peșteri, uneori într-un copac scorburos, în prezent specia a devenit strict antropofilă, existând aproape numai în localități, doar câteva exemplare încă au cuiburi în habitate naturale. Conform studiilor recente, un procent de 99% dintre perechi au cuibul amplasat într-o sau pe o structură artificială cu un perete vertical drept de care se poate atașa cuibul și un acoperiș: sub tavane în clădiri, grajduri, magazii, hambare, depozite, garaje, pe piloni de susținere, sub streșinile caselor, în holurile unor clădiri, pe balcoane, în interiorul unor camere, el poate fi amplasat sub poduri, în canale de evacuare, în fântâni sau în puțurile de mină, excepțional pe arbori. Cuibul este situat de obicei la 2-5 m deasupra solului sau a apei pe o terasă sau pe un perete vertical aproape de o proeminență a acestuia sau pe grinzile de sub acoperișuri; obiectele ieșite în afară din perete (de ex. un cui sau un cuib de viespi) sau cablurile sunt adesea folosite ca suport. De obicei cuibul este alipit pe suprafața verticală a unei grinzi foarte aproape de tavan. Au fost întâlnite cazuri când cuibul era prins de abajurul unei lămpi, pe coarnele unor trofee de cerb sau căprior, într-o cabină de tractor abandonat, în lămpi agățate în tavanul grajdurilor etc. În 1978 în comună Lesse (din departament francez Moselle) a fost descoperit un cuib de rândunică construit în gura unui bidon de lapte care a fost căptușit cu lână de către pereche;  bidonul era agățat de un cui la 1,80 m deasupra solului, cuibul avea o înălțime de 19 cm și un diametru de 9 cm. În alt caz, rândunelele și-au construit cuibul sub streașina unui vagon de tren care parcurgea zilnic un traseu de 3 km. Este interesant faptul că într-un caz la Brașov, o pereche și-a construit cuibul deasupra tocului de la o ușă dintr-un hol unde a scos prima generație de pui, însă pentru a 2-a generație și-a realizat un alt cuib pe abajurul lămpii din hol, iar pentru a 3-a generație a folosit cuibul unde au crescut prima generație.

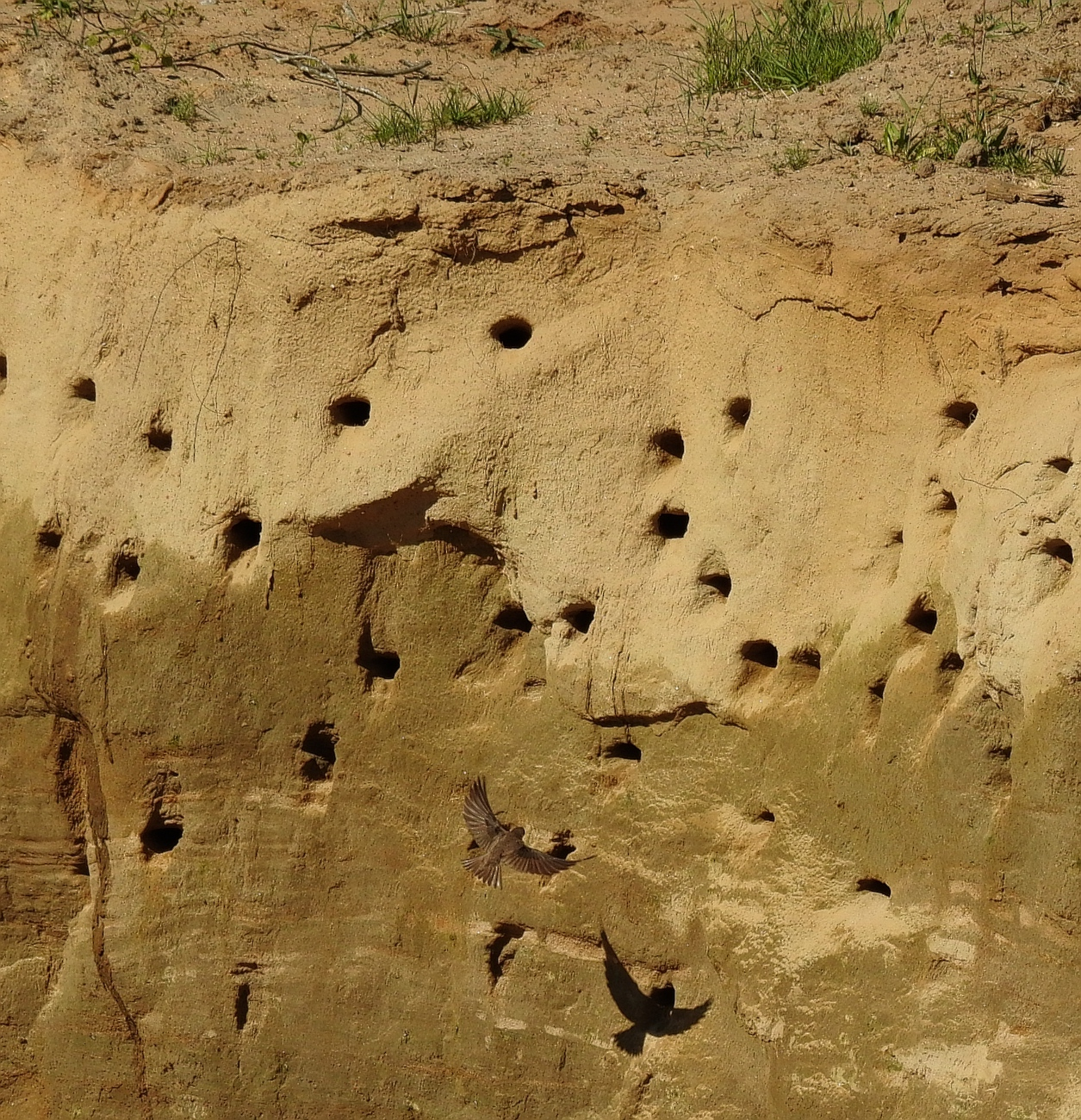
Cuiburi de lăstun de mal

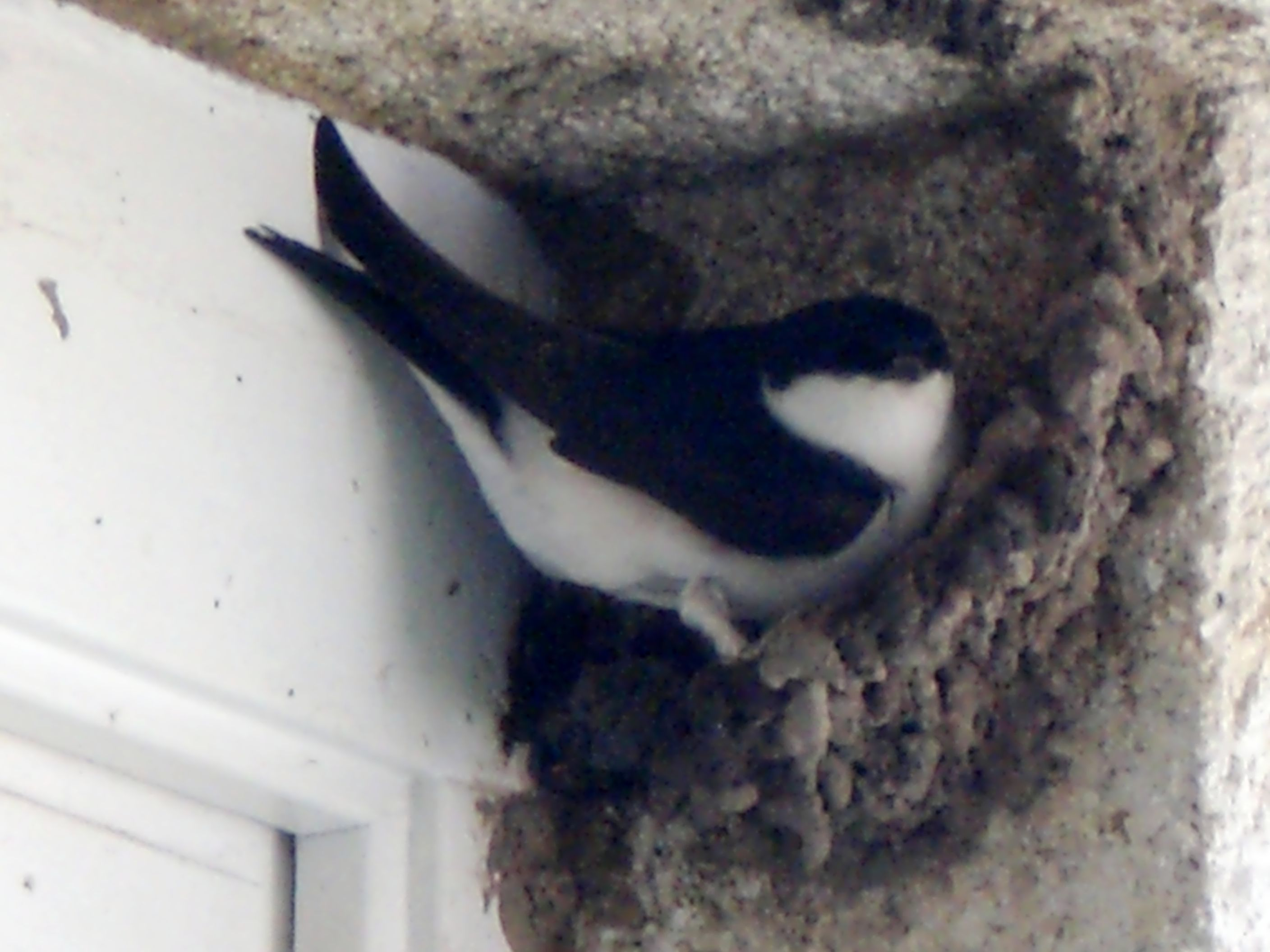
Rândunică construindu-și cuibul

Legătura închegată între rândunele și om este foarte veche; am putea spune că ele conviețuiesc chiar cu omul. La o casă părăsită, rândunica nu-și face cuib, întrucât acolo, ca și în natura sălbatică, o așteaptă tot felul de primejdii, îndeosebi atacul prădătoarelor nocturne asupra cuibului descoperit, lipsit de protecție. Rândunelele caută chiar case cu multă animație, cu copii gălăgioși și animale domestice, unde forfota este permanentă. Pe insula Sacalin, situată la gura brațului Sfântu Gheorghe, Dimitrie Radu a găsit un cuib de rândunică lipit de una din grinzile unei colibe joase de pescar, unde acesta făcea adesea și foc pentru a-și fierbe peștele. Când membrii familiei se așezau la masă, rândunelele, venind să-și hrănească puii, aproape că le atingeau capetele, fără a se sfii cât de cât de prezența oamenilor. Când pescarul a părăsit coliba, rândunelele și-au mutat și ele cuibul pentru a scoate următorul rând de pui.
 

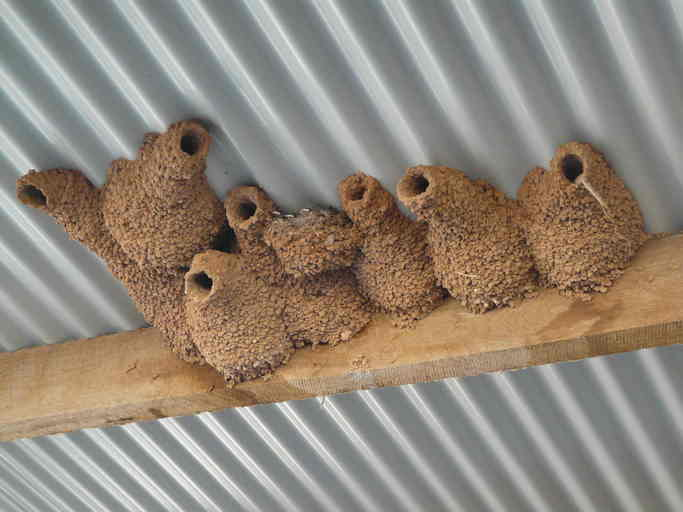
Cuiburi de lăstun ariel (Petrochelidon ariel)

Renumitul ornitolog român Dimitrie Radu a observat un caz unic, cu totul ieșit din comun, în lumea păsărilor. El a scris despre această observație în cartea sa "Lumea neștiută a păsărilor din Delta Dunării" următoarele:
„Într-o primăvară, în timp ce mă deplasam spre deltă, traversând cu bacul un braț al Dunării, am văzut roind în jurul lui tot timpul mai multe rândunele, care săgetau la rasul apei pe sub bac și ieșeau pe partea opusă. Am crezut că e un joc al acestor păsări atât de familiarizate cu omul sau un mod de a prinde mai ușor eventualele insecte de la suprafața apei, așa cum fac uneori rândunelele urmărind turmele de oi sau cirezile de vite, care în mersul lor stârnesc insectele de prin iarbă. Faptul constatat m-a preocupat. Când, peste aproximativ o lună, traversam din nou Dunărea cu bacul, am observat iarăși rândunele, de data aceasta mult mai familiare bacului, intrând pe sub bac cu hrană în cioc și ieșind apoi pe cealaltă parte cu ciocul gol. Mi-a fulgerat prin minte că își făcuseră acolo cuiburi și că acum duceau puilor de mâncare. Nu-mi venea a crede însă că au reușit să-și facă cuib sub bacul în continuă mișcare și la numai 1-1,5 m deasupra apei, ale cărei valuri oricând ar fi putut să ajungă la cuiburile lor. Și totuși așa a fost. Ajuns la mal, am coborât într-o barcă, cu care am intrat sub bac. Acolo mi-a fost dat să văd ceva ce nu mai văzusem niciodată și nici nu citisem în cărți: zeci de cuiburi de rândunică lipite de grinzile podului, majoritatea cu pui eclozați, unii încă acoperiți de mamele lor. În căutările mele, am găsit destule cuiburi de păsări cu așezare curioasă: în coșuri pescărești, ca semn la gura unei gârle, într-un craniu de berbec din cuibul părăsit al unui vultur codalb, sub nivelul apei, în trunchiul unor sălcii inundate în care se găseau pui, dar aceștia puteau fi hrăniți întrucât intrarea rămăsese neinundată, apoi cuiburi de graur în aglomerația cuiburilor de vrăbii spaniole și câte și mai câte, dar cuiburi "călătoare", instalate sub un bac plutitor, în permanentă mișcare din zori până seara, în care păsările clocesc și își cresc puii și pe care le urmează în deplasarea lor în spațiu, aducând hrană puilor, nici măcar nu mi-am putut imagina. Rândunelele pe care le observasem și-au plasat cuibul printr-o soluție ieșită din comun, legată tot de prezența omului, care îi asigura protecția puilor. Sub bacul plutitor, apa făcea imposibilă apropierea vreunui răpitor, iar deasupra zarva pasagerilor, a căruțelor, a camioanelor și a mașinilor îndepărta orice dușman.”

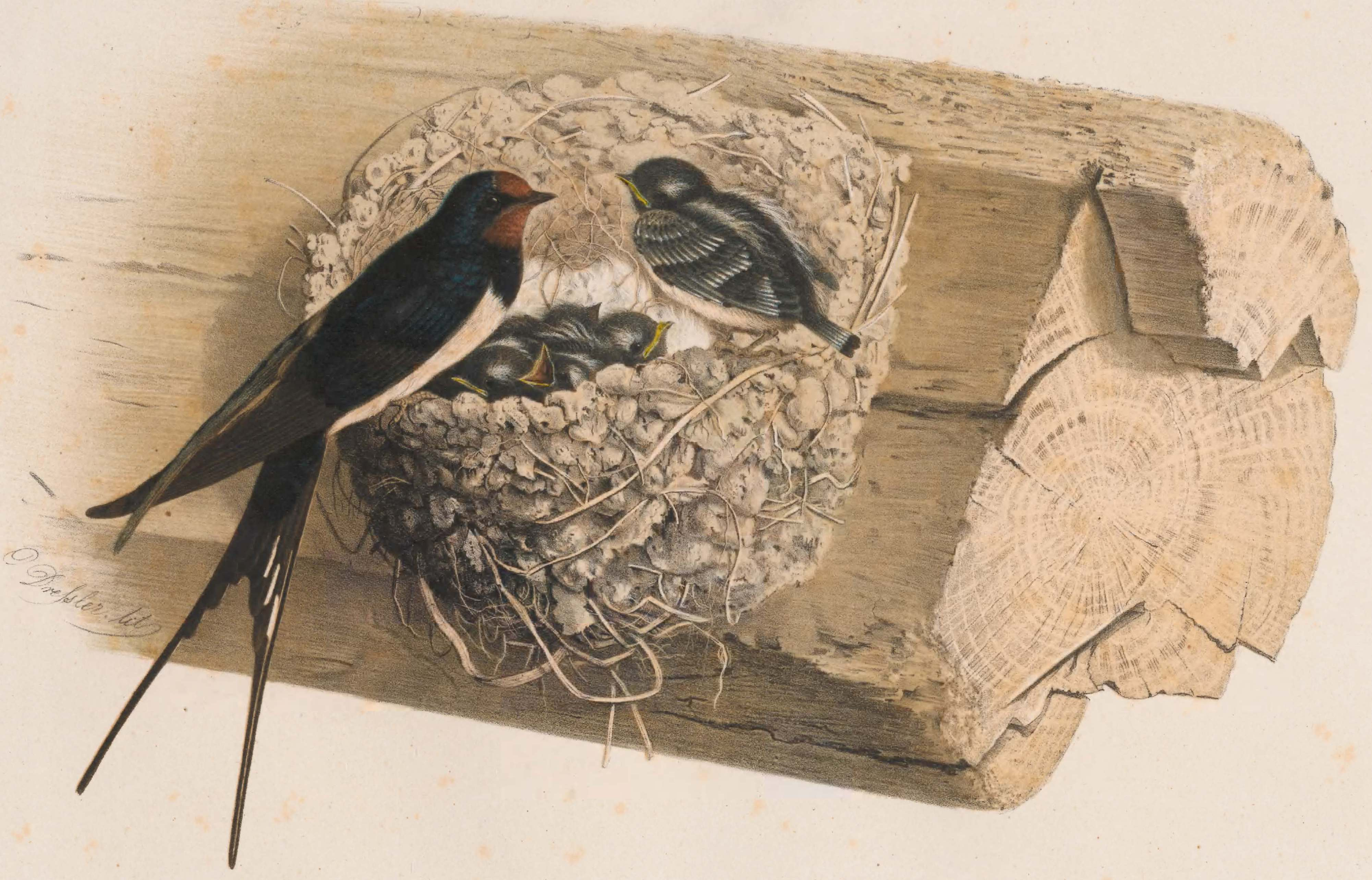
Rândunica și puii din cuib, după Eugenio Bettoni.

Rândunica în Republica Moldova este o specie foarte obișnuită, în multe locuri numeroasă, mai ales în nordul republicii. Cuibărește în așezările umane. Însă, în orașele mari este rară, iar în clădirile cu mai multe etaje, de obicei, nu cuibărește. Cuibărește obișnuit în șoproanele de la sate, case cu un singur etaj, construite într-o grădină sau podgorie mare, sub șoproane, în galerii etc. În condiții naturale cuibărește în peșteri puțin adânci unde pătrunde lumina sau în grotele de pe malurile stâncoase ale Nistrului. Cuiburile sunt de obicei prinse de proeminențele pereților sau grinzile de lângă tavan. Cuibul este construit timp de 5-7 zile. Astfel, în ocolul silvic din Lozova în 1967, construcția cuibului a început pe 20 aprilie și s-a terminat la 27, în 1968 păsările au început să construiască aici un cuib pe 18 aprilie și l-au terminat pe 24. Rândunica se întoarce de obicei în fiecare an la același cuib. De exemplu, pe 7 august 1960, cuibul unei rândunici care a fost construit sub un șopron pentru uscarea fructelor, după o ploaie de două zile s-a dărmat și a căzut pe pământ. Rămășițele cuibului împreună cu cinci pui au fost puse într-o cutie mică pentru conserve, care a fost prinsă în locul fostului cuib. Puii au fost inelați. În anul următor, unul dintre puii inelați s-a întors și a cuibărit în aceeași cutie.

### Ponta și puii

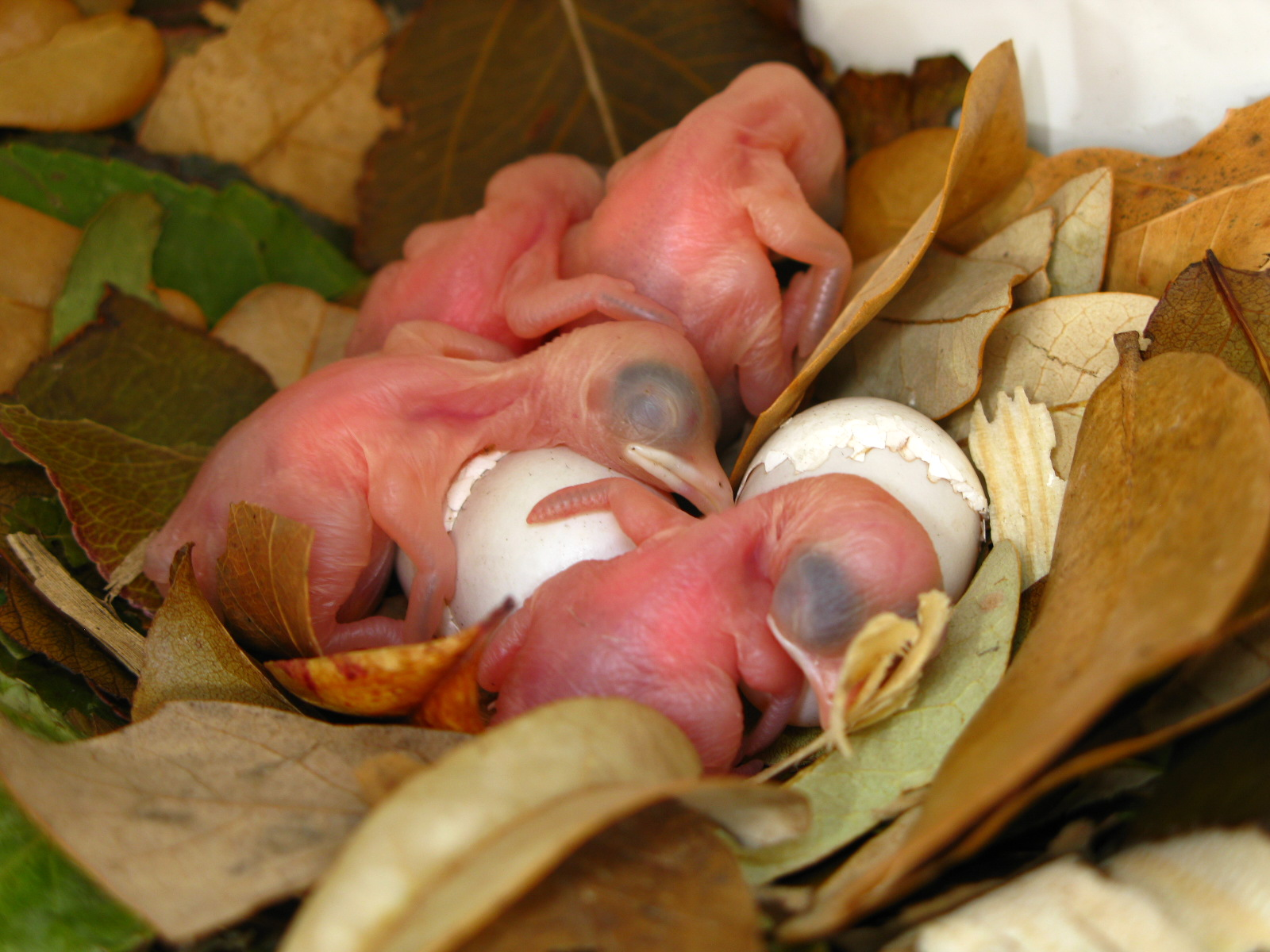
Eclozarea puiilor rândunicii

Rândunica depune 1-3 ponte într-un sezon de reproducere (1-2 în America de Nord), femelele cu o singură pontă depun ouăle mai târziu decât cele cu mai multe ponte, iar femelele mai în vârstă au șanse mai mari să depună două ponte decât cele aflate în primii ani de viață. Din cauza instalării unei toamne timpurii, puii din cea de-a doua pontă pot pieri.
În România depune frecvent două ponte într-un sezon de reproducere; numai în ani foarte prielnici depune trei ponte; prima clocire are loc în luna mai, iar cea de-a doua în luna august.

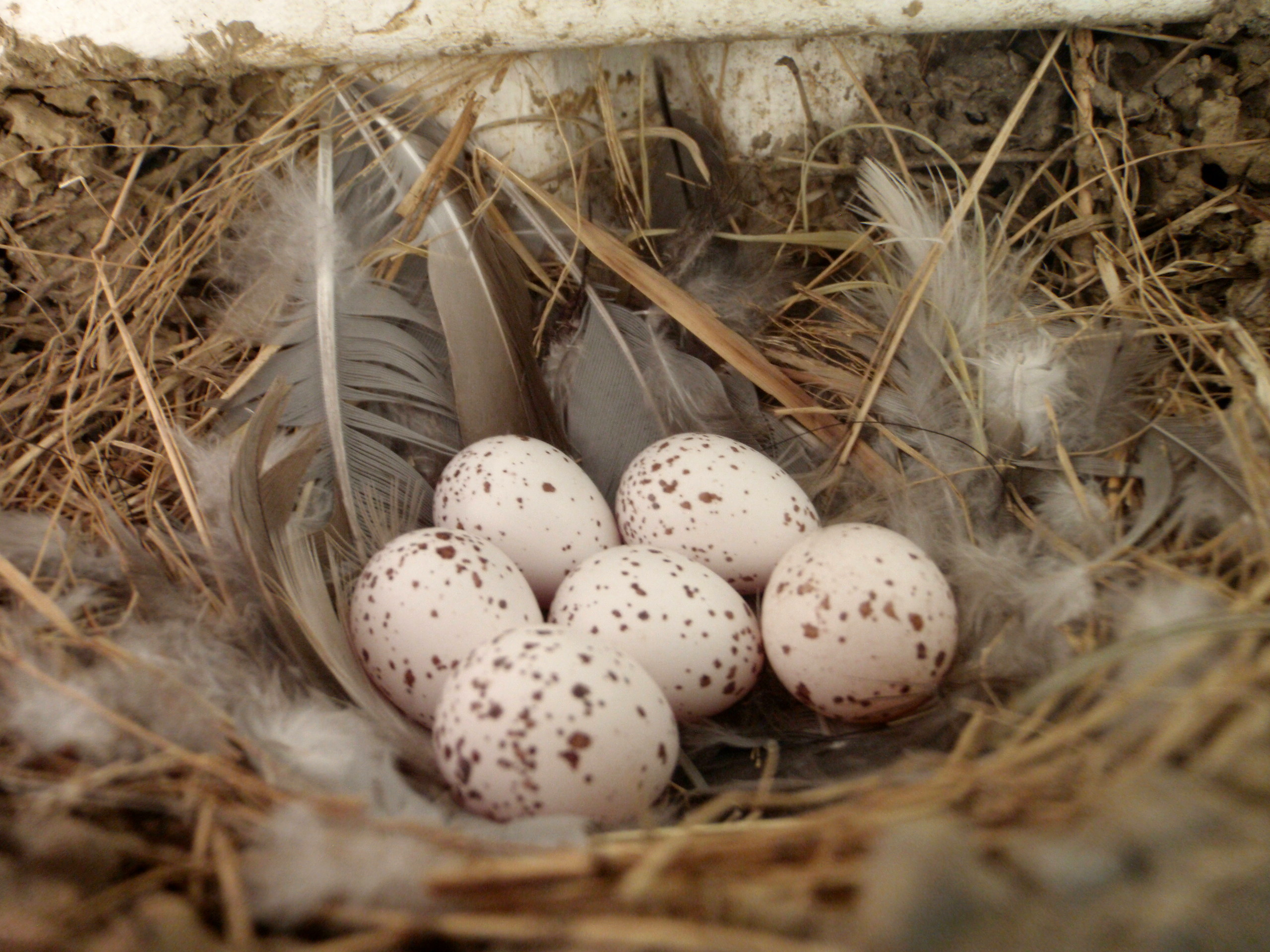
Ouăle rândunicii

Ponta constă din 1-8 ouă, de obicei 3-6, cel des întâlnite sunt cele cu 4 sau 5 ouă (de ex., în 177 ponte din Scoția, 34% aveau 4 ouă, 51% - 5 ouă, 12% - 6 ouă, 3% conțineau 2-3 ouă); mărimea celei de-a doua ponte (dar nu primei) crește cu latitudinea (în medie 4,07 în Irak până la 4,75 în Finlanda), numărul ouălor dintr-o pontă scade pe parcursul sezonului (de ex. în Spania prima pontă era formată în medie din 4,99 ouă, cea de-a doua din 4,52,  cea de-a treia din 3,89). Ouăle sunt lung-fusiforme până la lung-ovale, netede, lucitoare, albe, sau cu puține puncte cafenii  sau cenușii. Incubația este asigurată numai de femelă la majoritatea subspeciilor, masculul nu este capabil să clocească întrucât placa lui incubatoare de pe piept nu este funcțională, deci nu poate încălzi ouăle. La subspecia erythrogaster din America de Nord  masculul participă puțin la incubație și variabil (în medie 9% în Ontario), el clocește pe rând cu femela stând pe ouă doar pentru intervale foarte scurte, în medie 7-10 minute, mai mult pe vreme rece. Incubația durează 12-17 zile.

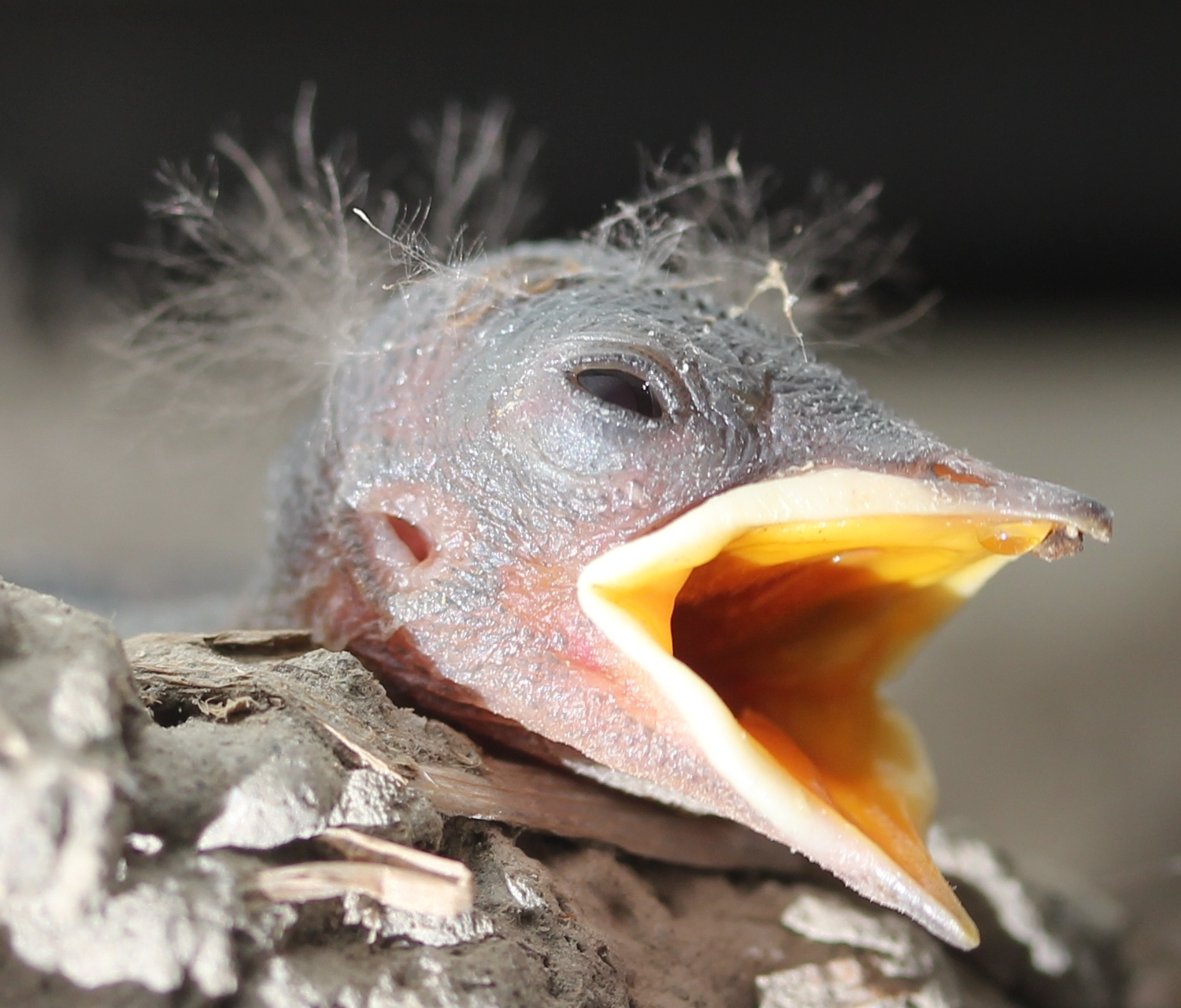
Cap de juvenil cerând hrană

Eclozarea ouălor durează de obicei o zi (maxim 3 zile); puii sunt nidicoli, acoperiți cu puf lung și rar pe spate și pe cap; gâtlejul galben ca lămâia; îngroșarea marginală a ciocului albă. Puii sunt acoperiți și încălziți pe perioade descrescătoare timp de 6-9 zile, puii mai mari sunt acoperiți numai pe vreme rea și noaptea, ei sunt hrăniți de ambele sexe (contribuția masculilor variază între perechi), ritmul cu care sunt hrăniți puii variază în funcție de mărimea și vârsta lor, condițiile meteorologice și timpul sezonului (de ex., în Scoția, mediile sunt de 32,3 vizite pe oră pentru puii din prima pontă, 26,5 pentru puii din a doua pontă), masculul aduce boluri de hrană mai mici decât femela. Puii părăsesc cuibul la circa 20-21 de zile după ieșirea din ouă (cu variații de 18-27 zile), ei stau în apropierea cuibului și departe de alte familii, însă revin la cuib pentru noapte pentru a se odihni, ei sunt hrăniți de părinți circa o săptămână, devin independenți abia după 1-2 săptămâni.
În Republica Moldova, perioada depunerii ouălor continuă din prima decadă a lunii mai până la începutul lui iulie. Depune 2 ponte în timpul verii. Cea mai timpurie pontă a început la 2 mai 1957 (în raionul Tiraspol), cea mai târzie pe 22 iulie 1960 (raionul Dubăsari). Cele mai multe păsări depun ouăle în prima decadă a lunii mai (prima pontă) și în a treia decadă a lunii iunie (a doua pontă). Puii din prima pontă părăsesc cuibul la jumătatea lunii iunie, iar cei din a doua pontă la sfârșitul lui iulie - începutul lui august. Pe 25 august 1960, a fost găsit un cuib în care puii aveau dimensiunea păsărilor adulte.

#### Succesul reproductiv

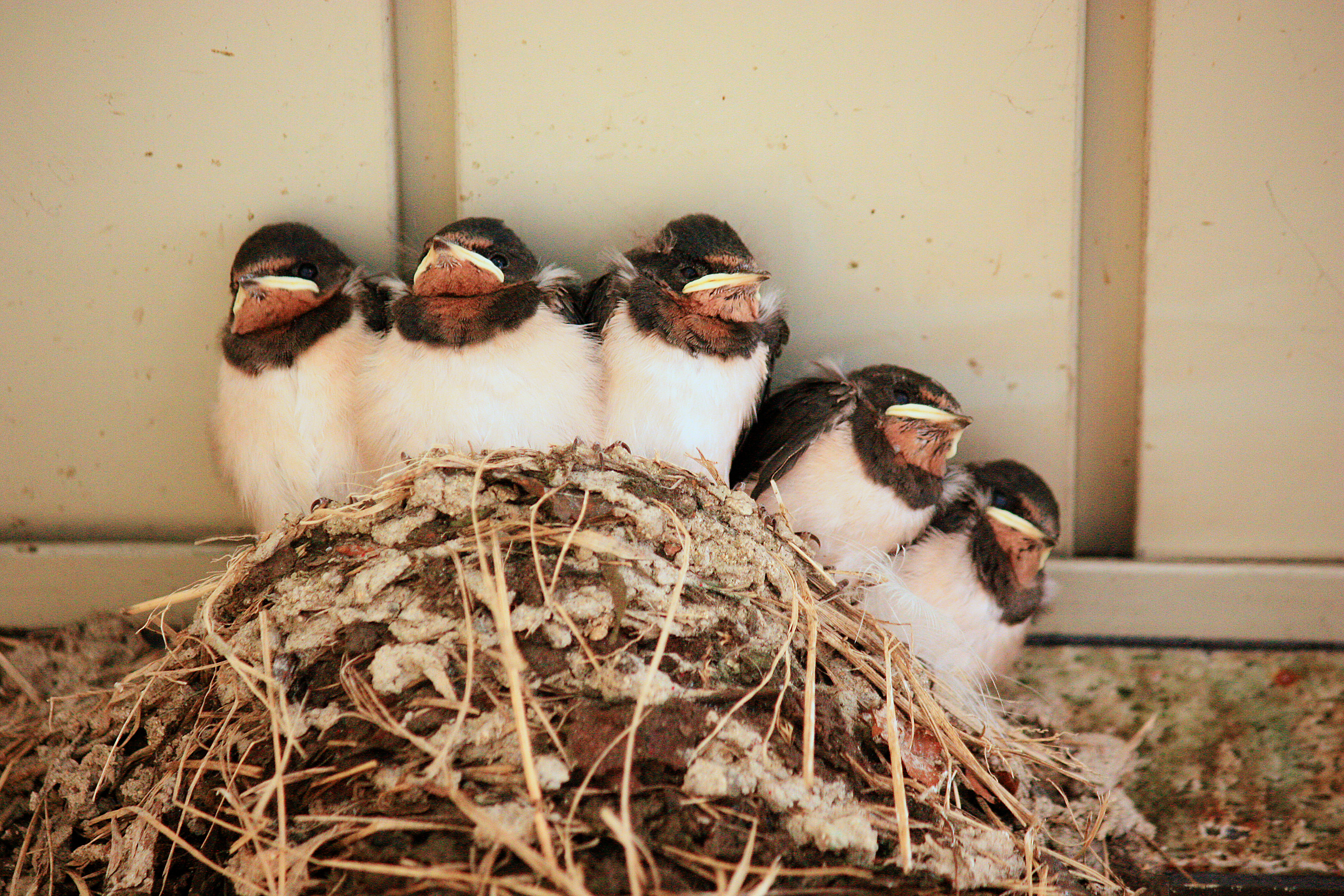
Puii mai mari ai rândunicii

Succesul reproductiv mediu este de 70-90%, dar poate fi mai mic mai ales în condiții meteorologice nefavorabile prelungite și în caz de infestări cu paraziți; productivitate anuală este de 0-16 puii zburători pe pereche, în medie 4,2-7,1. Concurenții pentru cuib sunt rândunica cu fruntea albă (Petrochelidon pyrrhonota) și lăstunul de casă (Delichon urbicum), cu urmări de obicei minore, dar vrabia de casă (Passer domesticus) pot avea un impact major. Prădarea este rară, dar poate fi o cauză importantă a mortalității în unele locuri. Un mascul nou care este partenerul unei femele rămase văduve ucide puii ei din cuib astfel încât femela să accepte împerechere cu el. În plus, uciderea puilor determină femelă să-și părăsească partenerul actual și să se împerecheze cu ucigașul. Într-un studiu, infanticidul puilor de către masculii singuratici a reprezentat 32% din decesele puilor timp de 5 ani.
Academicianul român Ion Simionescu a scris despre un caz curios în concurența pentru cuib dintre rândunele și vrăbii: "După ce rândunelele și-au clădit cu caznă cuibul lor, o pereche de vrăbii s-au instalat într-însul ca la ele acasă. Rugăminți, amenințări din partea stăpânilor nu folosiră la nimic. Vrăbiuța stătea fudulă în cuib și nici nu voia să știe de nimic. Sărmana. A fost pedepsită la moarte de sfatul rândunelelor. Perechea, căreia i s-a furat încăperea, s-a plâns celorlalte, în limba lor. Și deodată se arată în fața cuibului un cârd de rândunele, fiecare având în plisc câte un boț de glod. Clacă se face, repede portița cuibului este zidită, iar vrabia închisă în casă în întuneric și fără de hrană a fost găsită moartă de cel care a descris această observație, care s-ar părea că este poveste. Nu numai, spune observatorul, a cărui relațiune a fost folosită de Romanes în cartea sa despre «Inteligența animalelor», că faptul constatat arată o judecată din partea rândunelei, dar mai cu seamă dovedește că păsările s-au înțeles între dânsele, ca să răzbune pe cea păgubită".
Longevitatea maximă înregistrată a fost de 15 ani și 11 luni.

#### Glasul
Cântecul este un ciripit rapid, format dintr-o serie de note ușor răgușite, rapide, finalizat cu un ciripit fin sau cu un zgomot strident.

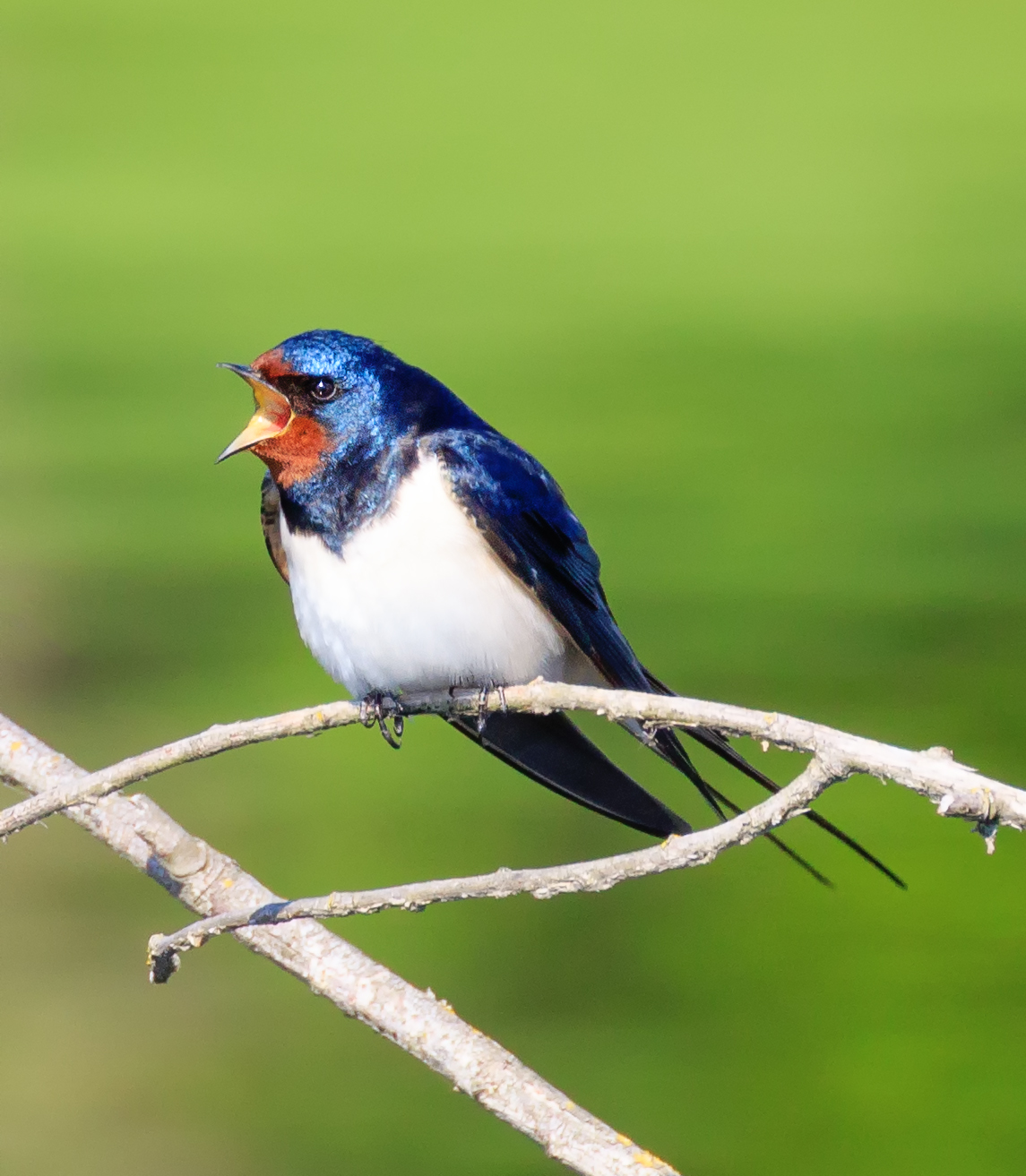
Rândunică cântând, văzută în Deltă la Comana

Strigătul principal de contact este "uit"  sau "uit-uit", care este adesea repetat pentru a forma un ciripit și este emis în zbor sau la cuib; femelele au și un strigăt de contact propriu, "tir-uit"; părinții emit sunete de chemare atunci când aterizează la cuib pentru a hrăni puii. Când se adună mai multe, emit un strigăt ascuțit, "si-lit". Masculii folosesc sunetul "ui-ui-ui" pentru a atrage femelele la locul cuibului și pentru a convinge puii să iasă din cuib. Alte strigăte includ un strigăt de curtare "it-it-it" și un strigăt de copulație "uii-uii".
Emite diverse strigăte de alarmă și de detresă, "cirr-cirr" adresat către conspecifici și prădători, un strigăt de alarmă "uu" sau "tsi-uit" scos frecvent atunci când un prădător este aproape (de exemplu, un șoim sau uliu), un "dscid-dscid" emis în zbor, un "fluh-fluh" de tonalitate joasă când este urmărit, un "deuihlik" slab și un "uir-uir" strident când este prinsă de un prădător.
Subspecia americană erythrogaster are strigăte similare cu cele ale subspeciei nominate, inclusiv un cântec ciripitor, un strigăt de contact ciripit, un strigăt bâlbâit de amenințare sau de furie, diverse strigăte de alarmă, un strigăt fluierător folosit pentru a menține legătura între perechi, un strigăt tânguit în timpul copulației și un  strigăt "cit" folosit de părinții care hrănesc puii care au părăsit cuibul.

## Lista speciilor
Familia hirundinidelor conține  21 de genuri și 89 de specii.
| Imagine | Gen                            | Specii |
| ------- | ------------------------------ | --- |
|         | Pseudochelidon Hartlaub, 1861  | - Lăstun african de râu, Pseudochelidon eurystomina - Lăstun cu ochi albi de râu, Pseudochelidon sirintarae |
|         | Psalidoprocne Cabanis, 1850    | - Rândunică cu coadă scurtă, Psalidoprocne nitens - Rândunică neagră, Psalidoprocne pristoptera - Rândunică Fanti, Psalidoprocne obscura - Rândunică cu cap alb, Psalidoprocne albiceps - Rândunică de munte, Psalidoprocne fuliginosa |
|         | Neophedina Roberts, 1922       | - Lăstun cu guler, Neophedina cincta |
|         | Phedinopsis Wolters, 1971      | - Lăstunul lui Brazza, Phedinopsis brazzae |
|         | Phedina Bonaparte, 1855        | - Lăstun de Mascarene, Phedina borbonica |
|         | Riparia Forster,T, 1817        | - Lăstun de Congo, Riparia congica - Lăstun de mal, Riparia riparia - Lăstun pal, Riparia diluta - Lăstun cu gâtul brun, Riparia paludicola - Lăstun cu gâtul gri, Riparia chinensis |
|         | Tachycineta Cabanis, 1850      | - Rândunică de scorbură, Tachycineta bicolor - Rândunică de Bahamas, Tachycineta cyaneoviridis - Rândunică verde-albastru, Tachycineta thalassina - Rândunică aurie, Tachycineta euchrysea - Rândunică de mangrove, Tachycineta albilinea - Rândunică cu sprâncene albe, Tachycineta leucorrhoa - Rândunică chiliană, Tachycineta meyeni - Rândunică de Tumbes, Tachycineta stolzmanni - Rândunică cu aripi albe, Tachycineta albiventer |
|         | Atticora Gould, 1842           | - Rândunică cu bandă albă, Atticora fasciata - Rândunică cu cap negru, Atticora pileata - Rândunică cu picioare albe, Atticora tibialis |
|         | Pygochelidon Baird, SF, 1971   | - Rândunică alb-albastru, Pygochelidon cyanoleuca - Rândunică cu guler negru, Pygochelidon melanoleuca |
|         | Alopochelidon Ridgway, 1903    | - Rândunică cu cap brun, Alopochelidon fucata |
|         | Orochelidon Ridgway, 1903      | - Rândunica lui Chapman, Orochelidon flavipes - Rândunică cu burtă brună, Orochelidon murina - Rândunică andină, Orochelidon andecola |
|         | Stelgidopteryx Baird, SF, 1858 | - Rândunică nordică cu creastă, Stelgidopteryx serripennis - Rândunică sudică cu creastă, Stelgidopteryx ruficollis |
|         | Progne Boie, F, 1826           | - Lăstun cu piept maro, Progne tapera - Lăstun peruvian, Progne murphyi - Lăstun Galápagos, Progne modesta - Lăstun violet, Progne subis - Lăstun sudic, Progne elegans - Lăstun cu piept gri, Progne chalybea - Lăstun mare bicolor, Progne sinaloae - Lăstun cubanez, Progne cryptoleuca - Lăstun din Caraibe, Progne dominicensis |
|         | Pseudhirundo Roberts, 1922     | - Rândunică cu târtiță cenușie, Pseudhirundo griseopyga |
|         | Cheramoeca Cabanis, 1850       | - Rândunică cu spate alb, Cheramoeca leucosterna |
|         | Ptyonoprogne Reichenbach, 1850 | - Lăstun euroasiatic de stâncă, Ptyonoprogne rupestris - Lăstun de deșert, Ptyonoprogne obsoleta - Lăstun de stâncă, Ptyonoprogne fuligula - Lăstun cenușiu de stâncă, Ptyonoprogne concolor |
|         | Hirundo Linnaeus, 1758         | - Rândunică cu burtă ruginie, Hirundo nigrorufa - Rândunică albastră, Hirundo atrocaerulea - Rândunică cu aripi pătate, Hirundo leucosoma - Rândunică cu coadă albă, Hirundo megaensis - Rândunică cu piept perlat, Hirundo dimidiata - Rândunică de Pacific, Hirundo tahitica - Rândunică de deal, Hirundo domicola - Rândunică australiană, Hirundo neoxena - Rândunică cu gât alb, Hirundo albigularis - Rândunică cu coadă lungă, Hirundo smithii - Rândunică albastră cu gât alb, Hirundo nigrita - Rândunică de hambar, Hirundo rustica - Rândunică de Angola, Hirundo angolensis - Rândunică cu gușă roșie, Hirundo lucida - Rândunică de savană, Hirundo aethiopica |
|         | Delichon Moore, F, 1854        | - Lăstun de casă, Delichon urbicum - Lăstun de casă siberian, Delichon lagopodum - Lăstun de casă asiatic, Delichon dasypus - Lăstun de casă nepalez, Delichon nipalense |
|         | Cecropis Boie, F, 1826         | - Rândunică cu pieptul roșu, Cecropis semirufa - Rândunică senegaleză, Cecropis senegalensis - Rândunică cu dungi, Cecropis abyssinica - Rândunică cu coroană roșie, Cecropis cucullata - Rândunică roșcată, Cecropis daurica - Rândunică vest africană, Cecropis domicella - Rândunică din Sri Lanka, Cecropis hyperythra - Rândunică mare cu dungi, Cecropis striolata - Rândunică cu burtă brun-roșcată, Cecropis badia |
|         | Atronanus De Silva, 2018       | - Rândunică de pădure, Atronanus fuliginosus |
|         | Petrochelidon Cabanis, 1850    | - Rândunică de stâncă, Petrochelidon pyrrhonota - Rândunică de peșteră, Petrochelidon fulva - Rândunică cu gât roșcat, Petrochelidon rufocollaris - Rândunica lui Preuss, Petrochelidon preussi - Rândunică de stâncă cu gât roșu, Petrochelidon rufigula - Rândunică de la Marea Roșie, Petrochelidon perdita - Rândunică sud-africană, Petrochelidon spilodera - Rândunică indiană, Petrochelidon fluvicola - Lăstun ariel, Petrochelidon ariel - Lăstun de copac, Petrochelidon nigricans |

## Specii din România și Republica Moldova
În România trăiesc 5 specii de hirundinide: Hirundo rustica, Cecropis daurica, Delichon urbicum, Riparia riparia și Ptyonoprogne rupestris, în timp ce în Republica Moldova trăiesc trei specii: Hirundo rustica, Delichon urbicum și Riparia riparia. 
| Denumirea științifică latină                                                 | Denumirea română                                                                                | Subspecii                                 | Categorie fenologică | Populația estimată din România                                                                    | Statutul IUCN, Imaginea |
| Familia: Hirundinidae                                                        |                                                                                                 |                                           | |                                                                                                   |                         |
| Hirundo rustica Linnaeus, 1758                                               | Rândunică, Rândunea, Rândunică de câmp, Rândurică, Rândurea, Lândură, Arândunea.                | Hirundo rustica rustica Linnaeus, 1758    | Oaspete de vară, cuibărește. Specia a devenit strict antropofilă, existând aproape numai în localități.                                                                           | Efectivele din România sunt apreciate a fi între 500.000 și 1.000.000 de perechi.                 | [ 50 ]                  |
| Cecropis daurica Linnaeus, 1771, sin. Hirundo daurica Laxmann, 1769          | Rândunică roșcată, Rândunică alpină.                                                            | Cecropis daurica rufula (Temminck, 1835)  | Oaspete de vară, cuibărește. În România cuibărește în zona Dobrogea, în munții Retezat, Parâng, Apuseni, în Clisura Dunării și munții Cernei.                                     | Populația cuibăritoare din România numără între 500 și 1.500 de perechi clocitoare.               | [ 53 ]                  |
| Delichon urbicum (Linnaeus, 1758), sin. Delichon urbica (Linnaeus, 1758)     | Lăstun de casă, Rândunică de casă, Lăstun, Lăstrun, Loston, Lăstun alb, Rândunică de fereastră. | Delichon urbicum urbicum (Linnaeus, 1758) | Oaspete de vară, cuibărește. Cuibărește în locurile joase și la munte, adesea în colonii cu exemplare numeroase, lipindu-și cuiburile pe zidurile clădirilor.                     | Pentru România populația cuibăritoare este estimată la 400.000-1.300.000 de perechi cuibăritoare. | [ 56 ]                  |
| Riparia riparia (Linnaeus, 1758)                                             | Lăstun de mal, Rândunică de mal, Rândunică de apă, Rândunică de ploaie, Rândunea de pământ.     | Riparia riparia riparia (Linnaeus, 1758)  | Oaspete de vară, cuibărește | În România populația cuibăritoare este estimată la 45.000-90.000 de perechi.                      | [ 59 ]                  |
| Ptyonoprogne rupestris (Scopoli, 1769), sin. Hirundo rupestris Scopoli, 1769 | Lăstun de stâncă                                                                                | Monotipică                                | Oaspete de vară, cuibărește. A fost semnalată prima dată în România în 1968 în regiunea sud-vestică a Carpaților, instalându-și cuiburile în crăpăturile stâncoase și în peșteri. | În România efectivul speciei este de 1.000-3.000 de perechi cuibăritoare.                         | [ 62 ]                  |